# 三田誠広
三田 誠広（みた まさひろ、1948年6月18日－）は、日本の小説家。日本文藝家協会副理事長。日本文藝著作権センター事務局長。著作権問題を考える創作者団体協議会議長。歴史時代作家クラブ会員。武蔵野大学名誉教授（2019年-）。日本メンデルスゾーン協会理事長。

## 来歴・人物
大阪府出身。私立追手門学院小学校、同中学校を卒業。大阪府立大手前高等学校で岩脇正人、佐々木幹郎、山崎博昭らの学生運動に参加する。2年生のとき不登校となり、1年間休学し、読書と思索の日々を送っていたとき書いた小説『Mの世界』で文藝学生小説コンクール佳作入選し、18歳の誕生日を前にして文壇にデビュー。
早稲田大学第一文学部演劇専修卒業。玩具業界雑誌の編集者、のちに広告プロダクションで自動車メーカーの販売店向き機関紙の編集者と、サラリーマン生活を経る。その後、アルバイトで週刊誌のアンカーをしながら『僕って何』の仕上げをした。
1977年、『僕って何』で第77回芥川賞受賞。1988年から早稲田大学の文芸科で教鞭をとり小説創作の演習を担当。1997年～2001年と2005年～2007年には早稲田大学文学部客員教授を務めた。その後2009年～2011年武蔵野大学客員教授、2011年から武蔵野大学教授。2019年退任し、名誉教授。
芥川賞受賞作『僕って何』は早稲田大学在学当時に経験した学生運動をモチーフにした作品だが、当時本人は特定のセクトに属さずクラス単位での活動に参加。既に学生結婚しており家庭を持つ身であったためバリケードに泊まり込むことはせず「日帰り」で活動していた（『都の西北』）。また、『僕って何』という小説は、従来の「社会主義を絶対的な正義として、正義のために闘おうとしながら結局は挫折してしまう人物をセンチメンタルに描いた」生真面目な学生運動小説に対して、作品の中に絶対的な価値基準を置かず、学生運動自体に批判的な視点をもっており（本人ホームページ）、ユーモアと恋愛小説風の軽やかな筆致で、学生運動を客観的・通俗的に描いたため、その新しさが評価された一方で、政治的には左右の一部から批判の的とされた。
芥川賞受賞以来「団塊世代の旗手」と称されることも多く、それに呼応するように「ニューファミリー世代」「団塊世代」としての家族のあり方をテーマに随筆・小説を多く手がけている。『僕の赤ちゃんたち』『トマトケチャップの青春』『パパは塾長さん』『息子の教育』『父親学入門』『ぼくのリビングルーム』など、家族の関わりの中でも子育て・教育に関する著作が多かったが、近年では『団塊老人』『団塊－再生世代の底力』『夫婦って何? おふたり様の老後』など団塊世代の老後の生き方への提言・指南を多く著している。
2009年に上梓した『新釈罪と罰』の「あとがき」では、「僕はドストエフスキーを読むことで小説の魅力に触れ、小説家の人生を始めることになった」と述べている。初の新聞連載『龍をみたか』は、『白痴』のパロディー化ということを意識して書いたと述べている。
また、キリスト教・仏教への造詣が深く、『地に火を放つ者／双児のトマスによる第五の福音』『迷宮のラビア』『釈迦と維摩／小説維摩経』『空海』『日蓮』といった深遠な宗教小説が近年を代表する創作である。
さらに、『聖書の謎を解く』『般若心経の謎を解く』『謎の空海』『はじめての宗教 キリストと釈迦』などの入門書・エッセーも旺盛に執筆している。本人のホームページによると、ライフワークとしての小説作品とその「解説書」を並行して次々に発表する「すごいパラノイア的構想」によると述べており、「21世紀はパラノイアの時代だ」としている。
中学までは理系志向であったというが、自然科学分野の本格的な著作も多く、相対性理論や宇宙論についての解説書を多々手がけている。宗教をさらに拡大した「宇宙論」こそ、自らの「究極のライフワークである」としており、小説『デイドリーム・ビリーバー』はその系譜にある大作といえよう。また2003年、小惑星11921がMitamasahiroと命名される。
他にも、青春小説、小説入門、女帝や武将といった歴史上の為政者などを主人公とする歴史小説など、幅広く執筆している。
2007年頃から著作権ロビーにも尽力しており、著作権保護期間の延長を訴えている。その一方で『星の王子さま』の翻訳出版権が2005年1月に消失すると2006年11月には講談社から『星の王子さま』を訳出している。
2022年『遠き春の日々』で第二回加賀乙彦推奨特別文学賞を受賞。2023年、文化庁長官表彰。
なお、実家は一世を風靡した「コピーの三田」で知られた三田工業（現京セラドキュメントソリューションズ）を経営していた。実家の住まいは会社の近辺であった。長男はピアニストの三田貴広。女優の三田和代は実姉。実兄は三田工業元社長の三田順啓。
宮本輝夫人とは幼馴染（『龍をみたか』文庫版での平岡篤頼との対談）

## 著書
- 『僕って何』河出書房新社（1977年）のち文庫、(河出文庫・角川文庫)
- 『赤ん坊の生まれない日』河出書房新社（1977年）のち文庫
- 『Mの世界』河出書房新社、1978 のち文庫
- 『愛って何 三田誠広女性対談』河出書房新社、1978
- 『龍をみたか』朝日新聞社（1979年）のち角川文庫-「朝日新聞」連載
- 『僕の赤ちゃんたち』主婦の友社 1979  のち集英社文庫
- 『僕のうちあけ話』集英社 1979 のち文庫
- 『高校時代』角川文庫（1980年）のち河出文庫
- 『やがて笛が鳴り、僕らの青春は終わる』角川書店（1980年）のち文庫
- 『野辺送りの唄』文藝春秋（1981年）
- 『エロイカ変奏曲』角川書店（1982年）
- 『空は終日曇らず』集英社（1982年）のち文庫
- 『青春のアーガマ』河出書房新社 1982
- 『都の西北』河出文庫 1982
- 『日常』角川書店、1983（改題『トマトケチャップの青春』集英社文庫）
- 『漂流記1972』河出書房新社（1984年）のち文庫
- 『すずめ台つれづれ日記』光文社 1984
- 『新しい書き手はどこにいるか 月遅れヘンタイ時評』河出書房新社 1984
- 『死のアポリア 新時代の死生観を求めて』情報センター出版局 1985
- 『命』河出書房新社（1985年）
- 『考えるウォークマン』角川書店（1985年）
- 『仏陀の風景』講談社 1985
- 『すずめ台駅前情報局』光文社文庫 1985
- 『デイドリーム・ビリーバー』トレヴィル（1988年）
- 『愛の夢』中央公論社（1988年）
- 『パパは塾長さん』（河出書房新社 1988年)
- 『英雄伝説 イエスと釈迦』講談社 1989
- 『いちご同盟』河出書房新社（1990年）のち文庫(河出文庫・集英社文庫)
- 『ペトロスの青い影』集英社（1991年）のち文庫
- 『チューブワーム幻想』広済堂出版（1991年）
- 『白い丘』中央公論社（1991年）
- 『高田馬場ラブソング』実業之日本社（1992年）のち集英社文庫
- 『地に火を放つ者 双児のトマスによる第五の福音』トレヴィル（1992年）
- 『ジャッキーペイパーをさがして』学習研究社（1993年）
- 『霧隠れ雲隠れ スーパー忍者小説・真田十勇士』広済堂出版（1993年）のち文庫
- 『吾輩はハスキーである 愛犬物語』河出書房新社 1994 のち文庫
- 『愛の行方』河出書房新社（1994年）
- 『鹿の王 菩薩本生譚』河出書房新社（1994年）
- 『天気の好い日は小説を書こう W大学文芸科創作教室』朝日ソノラマ 1994 のち集英社文庫
- 『春のソナタ』集英社（1995年）のち文庫
- 『大学時代をいかに生きるか きみたちは「やさしさ」を知らない』光文社 1995
- 『父親学入門』集英社 1995  のち文庫
- 『深くておいしい小説の書き方』朝日ソノラマ 1995  のち集英社文庫
- 『蒼竜館の秘密』実業之日本社（1995年）
- 『書く前に読もう超明解文学史 W大学文芸科創作教室』朝日ソノラマ 1996 のち集英社文庫
- 『キャロラインの星』(ものがたりうむ)河出書房新社 1996
- 『十七歳で考えたこと』河出書房新社 1996
- 『迷宮のラビア』河出書房新社（1997年）
- 『聖書の謎を解く 誰もがわかる福音書入門』ネスコ 1997 のちPHP文庫
- 『恋する家族』読売新聞社（1998年）
- 『遮那王伝説』実業之日本社（1998年）
- 『般若心経の謎を解く 誰もがわかる仏教入門』ネスコ 1998 のちPHP文庫
- 『ぼくのリビングルーム』KSS出版 1998
- 『夫婦の掟 妻に嫌われない方法』講談社 1999
- 『天翔ける女帝 孝謙天皇』廣済堂出版（1999年）のち学研M文庫
- 『アインシュタインの謎を解く 誰もがわかる相対性理論』ネスコ 1999 のちPHP文庫
- 『炎の女帝 持統天皇』廣済堂出版（1999年）のち学研M文庫
- 『中年って何? 団塊の世代はこれからどう生きるか』光文社 2000
- 『碧玉の女帝 推古天皇』廣済堂出版（2000年）のち学研M文庫
- 『星の王子さまの恋愛論』日本経済新聞社 2000  のち集英社文庫
- 『清盛』集英社（2000年）のちPHP文芸文庫
- 『三田誠広の法華経入門』佼成出版社（2001年）
- 『ウェスカの結婚式』河出書房新社（2001年）
- 『天神 菅原道真』学研M文庫  (2001年)
- 『新アスカ伝説1 角王（ツヌノオオキミ）』学習研究社 （2002年）
- 『新アスカ伝説2 活目王（イクメノオオキミ）』同（2002年）
- 『新アスカ伝説3 倭建（ヤマトタケル）』同（2002年）
- 『夢将軍 頼朝』集英社（2002年）のちPHP文芸文庫
- 『宇宙の始まりの小さな卵 ビッグバンからDNAへの旅』文春ネスコ 2002
- 『蓼科高原の殺人』祥伝社文庫オリジナル（2003年）
- 『釈迦と維摩 小説維摩経』作品社（2003年）
- 『わたしの十牛図』佼成出版社 2003
- 『図書館への私の提言』勁草書房 2003
- 『桓武天皇 平安の覇王』作品社（2004年）
- 『団塊老人』新潮新書 2004
- 『ユダの謎キリストの謎 こんなにも怖い、真実の「聖書」入門』祥伝社 2004 黄金文庫、2019
- 『犬との別れ』バジリコ 2004
- 『こころに効く小説の書き方』光文社 2004
- 『空海』作品社（2005年）
- 『天才科学者たちの奇跡 それは、小さな「気づき」から始まった』PHP文庫 2005
- 『永遠の放課後』集英社文庫 2006
- 『父親が教えるツルカメ算』新潮新書 2006
- 『謎の空海 誰もがわかる空海入門』河出書房新社 2007
- 『ダ・ヴィンチの謎 ニュートンの奇跡 「神の原理」はいかに解明されてきたか』祥伝社新書 2007
- 『はじめての宗教 キリストと釈迦』講談社+α文庫 2007
- 『日蓮』作品社 2007
- 『夫婦って何?「おふたり様」の老後』講談社+α新書 2007
- 『プロを目指す文章術 大人のための小説教室』PHP研究所 2008
- 『西行 月に恋する』河出書房新社 2008
- 『原子(アトム)への不思議な旅 人はいかにしてアトムにたどりついたか』ソフトバンククリエイティブ・サイエンス・アイ新書 2009.2
- 『堺屋太一の青春と70年万博』出版文化社 2009
- 『[新釈]罪と罰‐スヴィドリガイロフの死』作品社、2009
- 『マルクスの逆襲』集英社新書、2009
- 『海の王子』講談社青い鳥文庫、2009
- 『阿修羅の西行』河出書房新社、2010
- 『青い目の王子』講談社 2010
- 『なりひらの恋 在原業平ものがたり』PHP研究所、2010
- 『新釈 白痴―書かれざる物語』作品社 2011
- 『平安朝の悪女たち』PHP研究所 2011
- 『哲学で解くニッポンの難問』講談社 2011
- 『道鏡 悪業は仏道の精華なり』河出書房新社、2011
- 『実存と構造』集英社新書、2011
- 『男が泣ける昭和の歌とメロディー』平凡社、2011
- 『<新釈>悪霊 神の姿をした人』作品社、2012
- 『早稲田1968 団塊の世代に生まれて』廣済堂新書、2013
- 『数式のない宇宙論 ガリレオからヒッグスへと続く物語』朝日新書 2013
- 『菅原道真見果てぬ夢』河出書房新社 2013
- 『偉大な罪人の生涯 続カラマーゾフの兄弟』作品社 2014
- 『釈迦とイエス真理は一つ』集英社新書 2014
- 『日本仏教は謎だらけ』双葉新書 2015
- 『聖徳太子 世間は虚仮にして』河出書房新社、2015
- 『親鸞』作品社, 2016
- 『仏教で愉しく死の準備』双葉社, 2016
- 『白村江の戦い 天智天皇の野望』河出書房新社, 2017
- 『小説を深く読む ぼくの読書遍歴』海竜社, 2018
- 『こころにとどく歎異抄』武蔵野大学出版会, 2018
- 『源氏物語を反体制文学として読んでみる』集英社新書 2018
- 『遠き春の日々 ぼくの高校時代』みやび出版, 2021.7
- 『尼将軍』作品社, 2021.9 （北条政子）
- 『少年空海アインシュタイン時空を超える』春陽堂書店, 2022.3

### 共著・翻訳
- 『すばらしき星空の饗宴』藤井旭共著 大和書房 1979
- 『息子の教育 闘論』西部邁 プレジデント社 1994
- 『大鼎談 W大学文芸科創作教室番外編』笹倉明・岳真也 朝日ソノラマ 1998
- 『団塊--再生世代の底力』岳真也 心交社 2007
- サン=テグジュペリ『星の王子さま』（訳）講談社青い鳥文庫 2006

## 未刊行長編小説
三田には1979年1月から「文藝」に連載した『帰郷』と題する未刊行長編小説がある。この小説は時として話題にあがり、エッセイ等で「3000枚ほど書いたところで中断した作品」として触れているものが「文藝」での『帰郷』と思われる。その後5000枚の作品として執筆を続けているようだが、いまだ上梓されてはいない。